# The Revenant
The Revenant (bra: O Regresso; prt: The Revenant: O Renascido) é um filme norte-americano de 2015 realizado por Alejandro González Iñárritu, escrito por Mark L. Smith e Iñárritu baseados no romance homónimo escrito por Michael Punke, que por sua vez foi inspirado pela história real de Hugh Glass. O filme é estrelado por Leonardo DiCaprio, Tom Hardy, Domhnall Gleeson, Will Poulter e Brendan Fletcher.
O desenvolvimento começou em agosto de 2001 quando Akiva Goldsman comprou os direitos do manuscrito de Punke com o objetivo de produzir o filme. The Revenant originalmente seria dirigido por Park Chan-wook com a intenção de ter Samuel L. Jackson como protagonista, e posteriormente John Hillcoat e Christian Bale em negociações para estrelar. Ambos os diretores deixaram o projeto e Iñárritu assinou para dirigir em 2011. Após vários adiamentos na produção por causa de outros projetos, as filmagens começaram em outubro de 2014 e terminaram em agosto do ano seguinte.
O filme ganhou em três importantes categorias dos Globo de Ouro de 2016: melhor filme de drama, melhor ator de drama (Leonardo DiCaprio) e melhor diretor (Alejandro González Iñárritú) e foi indicado a 12 Oscars, vencendo nas categorias de Melhor Diretor (Alejandro G. Iñárritu), Melhor Ator (Leonardo DiCaprio) e Melhor Fotografia (Emmanuel Lubezki).

## Sinopse
Em 1823, durante uma expedição para território inexplorado no Velho Oeste, o explorador e comerciante de peles Hugh Glass (Leonardo DiCaprio) é atacado por um urso e seu companheiro John Fitzgerald (Tom Hardy) o deixou para morrer  após assassinar seu filho. Glass sobrevive e parte para dentro de território selvagem durante o inverno à procura de vingança contra aquele que o traiu.

## Elenco
- Leonardo DiCaprio como Hugh Glass
- Tom Hardy como John Fitzgerald
- Domhnall Gleeson como Andrew Henry
- Will Poulter como Jim Bridger
- Paul Anderson como Anderson
- Lukas Haas como Jones
- Brendan Fletcher como Fryman
- Kristoffer Joner como Murphy
- Brad Carter como Johnnie
- Forrest Goodluck como Hawk

## Produção

### Desenvolvimento
O desenvolvimento do filme teve início em agosto de 2001, quando o produtor Akiva Goldsman adquiriu os direitos do romance The Revenant, de Michael Punke. David Rabe havia escrito o roteiro do novo filme. Logo depois, a produção foi assumida por Park Chan-wook, tendo Samuel L. Jackson como presumível protagonista. No entanto, Park deixou o projeto. O desenvolvimento do filme seria retomado somente em 2010, quando Mark L. Smith escreveu uma nova adaptação do romance a pedido de Steve Golin, dono da produtora Anonymous Content. Em maio de 2010, Smith revelou que John Hillcoat havia sido contactado para dirigir o filme e Christian Bale estava em negociações para assumir o papel principal. Hillcoat, no entanto, deixou o projeto em outubro do mesmo ano. Jean-François Richet chegou a ser considerado para o substituir, mas Alejandro González Iñárritu foi contratado em seu lugar. Em novembro do mesmo ano, a New Regency Productions juntou-se à produção e a 20th Century Fox fechou com a companhia para distribuição do filme. Dias depois, Iñárritu anunciou a possível contratação de Leonardo DiCaprio e Sean Penn para os dois papéis principais.
Ao aceitar dirigir o filme, Iñárritu passou a trabalhar com Smith nos roteiros que já haviam sido escritos. Em entrevista à Creative Screenwriting, Smith declarou não ter certeza se o novo diretor iria filmar as sequências como a equipe anterior havia escrito.
A produção foi suspensa em março de 2012, já que Iñárritu fechou com a New Regency para dirigir Flim-Flam Man, um filme do gênero policial baseado em romance homônimo de Jennifer Vogel. Sean Penn também foi considerado para protagonizar o filme. Em dezembro de 2012, Iñárritu anunciou que trabalharia em Birdman or (The Unexpected Virtue of Ignorance), uma comédia dramática sobre um ator que já fez sucesso interpretando um super-herói no cinema. Por esta produção, Iñarritu venceu o Oscar nas categorias de Melhor Diretor e Melhor Roteiro Original e o filme vence o Oscar de Melhor Filme. As filmagens de Birdman tiveram início em março de 2013. O diretor concordou em iniciar a produção de The Revenant não muito tempo após o lançamento de Birdman.
O filme foi orçado em 60 milhões de dólares, sendo 30 milhões da New Regency. A RatPac-Dune Entertainment, de Brett Ratner, também foi uma das agências financiadoras do filme. A Worldview Entertainment, que também co-financiou Birdman, estava cotada para dividir o orçamento nesta nova produção, deixou o projeto em julho de 2014. A New Regency tentou buscar apoio da 20th Century Fox, que recusou por conta dos contratos pay-for-play de DiCaprio e Tom Hardy - que exigiam que ambos fossem pagos mesmo se o filme não fosse concluído e lançado. A companhia americana Annapurna Pictures e a chinesa Alpha Animation fecharam logo depois para financiar parte do filme.

### Filmagens
As filmagens principais para The Revenant tiveram início em outubro de 2014. Uma pausa planejada de duas semanas foi estendida para seis semanas, o que forçou Tom Hardy a desistir de atuar em Suicide Squad. Em fevereiro de 2015, Iñárritu, que fez uso de luz natural em suas filmagens, afirmou que a produção duraria "até o final de abril ou maio", já que o elenco estava "atuando em locações muito distantes e os deslocamentos até o estúdio principal demandavam mais de 40% do dia". Brad Weston, presidente e CEO da New Regency Pictures, afirmou que a filmagens principais foram desafiadoras devido a ambição natural envolvendo o projeto. De certa forma, as filmagens foram concluídas em agosto de 2015.
O filme foi rodado em doze locações em três países diferentes: Canadá, Estados Unidos e Argentina. No Canadá, as filmagens ocorreram em Calgary, Squamish e Burnaby. Enquanto o plano inicial previa as filmagens somente no Canadá, o clima muito quente, fez com que a produção fosse levada ao sul da Argentina para a realização das cenas com neve.
Parte da equipe também levantou questões sobre a complexidade das filmagens, resultando em muitas desistências e demissões. Mary Parent foi, então, contratada para assumir a produção. Iñárritu afirmou que alguns dos membros da equipe haviam realmente deixado a produção, exemplificando que "como diretor, se identificar um violino desafinado, tem de tirá-lo da orquestra". Sobre sua experiência nas filmagens, DiCaprio afirmou que poderia contar "30 ou 40 sequências das mais difíceis de toda sua carreira".
Nos estágios iniciais de produção, Iñárritu havia afirmado que pretendia filmar cronologicamente, um processo que acrescentaria 7 milhões de dólares ao orçamento.  Posteriormente, o diretor anunciou que o filme seria rodado em sequência, apesar de Hardy defender que uma filmagem cronológica seria impossível devido às condições climáticas.
Em julho de 2015 foi divulgado que o orçamento do filme havia passado dos 60 milhões previstos para 95 milhões, tendo sido encerrado com orçamento total de 135 milhões.

### Música
A trilha sonora de The Revenant foi composta pelo músico japonês Ryuichi Sakamoto e pelo músico alemão de música eletrônica Alva Noto, com trilhas adicionais de Bryce Dessner. O conjunto principal da obra foi gravado nos estúdios Seattlemusic Scoring Stage, na região metropolitana de Seattle, Washington, por músicos da orquestra Northwest Sinfonia. Sakamoto conduziu estas sessões principais. A participação de Bryce Dessner foi performada pela orquestra alemã "S T A R G A ZE" sob a regência de André de Ridder. Música adicional licenciada para o filme inclui "Become Ocean", de John Luther Adams, gravada pela Orquestra Sinfônica de Seattle sob a regência de Ludovic Morlot, e trechos de "Jetsun Mila", da compositora francesa Eliane Radigue.
Um álbum contendo a trilha sonora foi lançado em plataforma digital em 25 de dezembro de 2015, e em CD em 8 de janeiro de 2016. A Milan Records encarregou-se de lançar uma mídia em vinil em abril de 2016.

## Prêmios e indicações

### Oscar 2016
| Categoria                    | Indicado | Resultado |
| ---------------------------- | --- | --------- |
| Melhor Filme                 | Alejandro G. Iñárritu, Arnon Milchan, Steve Golin, David Kanter, Mary Parent, James W. Skotchdopole, Keith Redmon | Indicado  |
| Melhor Diretor               | Alejandro G. Iñárritu                                                                                             | Venceu    |
| Melhor Ator                  | Leonardo DiCaprio                                                                                                 | Venceu    |
| Melhor Ator Coadjuvante      | Tom Hardy | Indicado  |
| Melhor Edição de Som         | Lon Bender e Martin Hernandez                                                                                     | Indicado  |
| Melhor Mixagem de Som        | Chris Duesterdiek, Frank A. Montaño, Jon Taylor e Randy Thom                                                      | Indicado  |
| Melhor Direção de Arte       | Jack Fisk | Indicado  |
| Melhor Fotografia            | Emmanuel Lubezki                                                                                                  | Venceu    |
| Melhor Maquiagem e Penteados | Siân Grigg, Duncan Jarman e Robert Pandini                                                                        | Indicado  |
| Melhor Figurino              | Jacqueline West                                                                                                   | Indicado  |
| Melhor Edição                | Stephen Mirrione                                                                                                  | Indicado  |
| Melhores Efeitos Visuais     | Rich McBride, Matthew Shumway, Jason Smith e Cameron Waldbauer                                                    | Indicado  |

### Globo de Ouro 2016
| Categoria            | Indicado                     | Resultado |
| -------------------- | ---------------------------- | --------- |
| Melhor Filme - Drama | Melhor Filme - Drama         | Venceu    |
| Melhor Diretor       | Alejandro G. Iñárritu        | Venceu    |
| Melhor Ator - Drama  | Leonardo DiCaprio            | Venceu    |
| Melhor Trilha Sonora | Ryuichi Sakamoto e Alva Noto | Indicado  |

### BAFTA2016
| Categoria            | Indicado                                                                                   | Resultado |
| -------------------- | ------------------------------------------------------------------------------------------ | --------- |
| Melhor Filme         | Melhor Filme                                                                               | Venceu    |
| Melhor Diretor       | Alejandro G. Iñárritu                                                                      | Venceu    |
| Melhor Ator          | Leonardo DiCaprio                                                                          | Venceu    |
| Melhor Trilha Sonora | Carsten Nicolai e Ryuichi Sakamoto                                                         | Indicado  |
| Melhor Maquiagem     | Siân Grigg, Duncan Jarman e Robert Pandini                                                 | Indicado  |
| Melhor Som           | Lon Bender, Chris Duesterdiek, Martin Hernández, Frank A. Montaño, Jon Taylor e Randy Thom | Venceu    |
| Melhor Edição        | Stephen Mirrione                                                                           | Indicado  |
| Melhor Fotografia    | Emmanuel Lubezki                                                                           | Venceu    |

### Prémios Screen Actors Guild 2016
| Categoria             | Indicado          | Resultado |
| --------------------- | ----------------- | --------- |
| Melhor Ator em cinema | Leonardo DiCaprio | Venceu    |